# Cibercriminología
La cibercriminología, cybercriminología o ciber-criminología  es la nueva área de aplicación de la criminología. De acuerdo al Dr. Kyung-Shick Choi, Coordinador del programa de investigación del cibercrimen de la universidad de Boston y fundador del Centro para la Ciberseguridad y Ciber-investigación CIC, la cibercriminología es  la ciencia que busca estudiar las causas, factores y escenarios que permiten la materialización del cibercrimen o los delitos informáticos. De esta manera el fin que persigue la cibercriminología es prevenir los delitos que se cometen en el ciberespacio o con acción de las tecnologías de la información y la comunicación. 

## Epistemología
La palabra cibercriminología es un término relativamente nuevo que fusiona los términos «cibernética» y «criminología».  Se puede afirmar que los orígenes de la palabra «cibernética» están asociados al matemático germano-estadounidense Norbert Wiener y su obra Cybernetics. Control and Communication in the Animal and the Machine (Cibernética, Control y comunicación en el animal y la máquina). Wiener adaptaría en su obra el vocablo griego kubernetika, el cual hace referencia a la habilidad para indicar habilidad para gobernar, conducir o manejar. Por su parte la Criminología es una ciencia multidisciplinaria encargada del estudio del crimen, sus causas y actores.  
Cybercriminology (la traducción en inglés de criminología) empezó a ser utilizada en la literatura inglesa a partir del año 2007 y en octubre de 2017, fue lanzada en la X cumbre de Ameripol, la primera publicación en español titulada «Cibercriminología. Guía para la investigación del cibercrimen y mejores prácticas en seguridad digital». (Cybercriminology Guide for the investigation of cybercrime and best practices in digital security). 
El libro fue escrito por el Dr. Kyung-Shick Choi  y el experto en ciberseguridad Marlon Mike Toro-Alvarez, en respuesta a la falta de literatura acerca del término «cibercriminología».
Por parte del Cibercriminólogo mexicano J. Florentino García V.  (2022) señala a la Cibercriminología, como la encargada de «conocer, identificar y comprender, el comportamiento antisocial como criminal dentro del mundo digital, así como, el uso de medios tecnológicos para el desarrollo de conductas antisociales y delictivas».

## Diferenciación entre delito informático y cibercrimen
La definición de delito cibernético o cibercrimen es algo imprecisa, ya que abarca algunos conceptos muy amplios. La mayoría de la gente está confundida acerca de la diferencia entre el delito cibernético y el delito informático. De hecho, algunos autores no separan apropiadamente el uso de los términos. Casey (2000) define el delito cibernético como «cualquier crimen que involucre computadoras y al mismo tiempo redes informáticas, incluyendo crímenes que no dependen en gran medida de las computadoras».
Thomas & Loader (2000) también señalan que el delito cibernético se compone de las «actividades mediadas por ordenador que son ilegales o consideradas ilícitas por ciertas partes y que pueden ser conducidas a través de redes electrónicas globales». 
Básicamente, los delitos cibernéticos abarcan categorías amplias de delitos en el ciberespacio o en la World Wide Web, incluidos los «crímenes asistidos por ordenador» y los «delitos centrados en la computadora». El cibercrimen abarca el delito informático pero no todo delito informático es necesariamente un cibercrimen.

## Necesidad del estudio de la cibercriminología
Las amenazas en materia de seguridad ciudadana y seguridad pública a través del uso de las Tecnologías de la información y la comunicación son múltiples y poco estudiadas. Los delincuentes cibernéticos materializan un problema creciente para los usuarios de Internet, el accionar policial en el ciberespacio permanece escaso y pocos crímenes informáticos son detectados por las víctimas o reportados a las autoridades. El número de personas victimizadas cada año continúa aumentando en tanto que la población en general aún no ha reconocido el impacto de los ciberdelincuentes. Además, la investigación académica sobre delitos cibernéticos es limitada en comparación con los delitos tradicionales. Es extremadamente difícil construir una sólida ecuación de crimen para resolver los problemas de delitos informáticos, ya que tenemos una carencia de evidencia empírica. En otras palabras, hay brechas significativas entre lo que sabemos y lo que ignoramos acerca de los delincuentes informáticos.
Como respuesta a esta realidad, la cibercriminología permite aplicar metodologías de estudio con el fin de identificar patrones, factores y causas de las desviaciones en el ciberespacio. De esta manera los académicos pueden hacer sugerencias de política y contrarrestar la inseguridad en el ciberespacio.

## Aplicaciones de la criminología tradicional al ciberdelito
Como la cibercriminología es un campo de estudio relativamente nuevo, a menudo los académicos utilizan las teorías aplicadas en la criminología del mundo no digital para tratar de explicar los fenómenos criminales en el ciberespacio. Entre las teorías más utilizadas se encuentran:
1. la teoría del aprendizaje social,
2. la teoría del control social,
3. la teoría general de la tensión,
4. la teoría los vínculos sociales,
5. la teoría de la disuasión y
6. Teoría de las actividades cotidianas (TAC tradicional):[2]

- Teoría del aprendizaje social: como concepto general, la teoría del aprendizaje social se ha aplicado a los campos de la sociología, la psicología, la justicia penal y la criminología para explicar cómo los valores, las ideas, las técnicas y las expresiones criminales se transmiten de un individuo a otro. Sutherland (1947) propuso formalmente una teoría de asociación diferencial, en la tercera edición de su libro Principios de Criminología, para explicar las causas de los comportamientos criminales. Su versión final de la teoría fue revisada en 1947. La teoría presenta el proceso de aprendizaje social, que rechaza las reivindicaciones de las explicaciones biológicas y patológicas hacia la desviación, y se convirtió en una de las teorías de aprendizaje social más reconocidas. Sutherland dice que el crimen es causado por el ambiente social de los individuos más que por el propio individuo. Los principios fundamentales de la teoría señalan que el comportamiento desviado es el comportamiento aprendido a través de la interacción con otros significativos, como los miembros de la familia o amigos. Con el fin de convertirse en un delincuente, una persona no solo debe tener una propensión hacia la actividad ilegal, sino que también debe aprender a cometer actos delictivos. Burgess & Akers (1966) ampliaron la teoría de la asociación diferencial de Sutherland agregando componentes del condicionamiento operante y respondiente, y añadiendo componentes de la teoría de la elección racional. La premisa básica de la teoría del aprendizaje social es que el comportamiento social no está determinado ni por la personalidad interna ni por factores externos sociológicos y ambientales. Es un proceso cognitivo en el cual la personalidad y el ambiente son un proceso continuo de interacción recíproca (Akers  & Sellers, 2004). Skinner y Fream (1997) examinaron crímenes informáticos usando la teoría del aprendizaje social para explicar los comportamientos del cibercrimen. Utilizando dos componentes principales de la teoría del aprendizaje social, la asociación y las definiciones diferenciales, fueron capaces de determinar que estos componentes influyen en los delitos informáticos reportados en su investigación. La asociación diferencial, pasar tiempo con amigos que cometieron delitos informáticos, fue el predictor más fuerte de la piratería informática y de los delitos informáticos indexados en el estudio. En conclusión esta teoría afirma que la imitación de otras fuentes, miembros de la familia o amigos, también aumentan la probabilidad de que el individuo cometa crímenes informáticos similares.

- Teoría del control social: La teoría del control social establece que las personas que tienen un bajo autocontrol son más propensas a realizar conductas desviadas, como «abuso de drogas, consumo excesivo de alcohol y exceso de velocidad mientras conducen un vehículo» (Choi, 2015). Higgins (2007), en su obra titulada La piratería digital, la teoría del autocontrol y la elección racional: un examen del rol de valor, probó bajos niveles de autocontrol y piratería digital. La piratería digital, definida por la investigación de Higgins, es «la copia ilegal de productos digitales, software, documentos digitales, audio digital (incluyendo música y voz) y video digital por cualquier otra razón que hacer reproducciones sin el permiso explícito de titular de los derechos de autor» (Gopal, Sanders, Bahattacharjee, Agrawal & Wagner, 2004, citado en Higgins, 2007, p. 33). La investigación examinó la piratería digital y el rol de valor en lo que respecta al autocontrol y a la teoría de la elección racional. La investigación concluyó que había efectos indirectos y directos respecto a la piratería digital. Cuanto menor sea el nivel de autocontrol de un individuo, más probable es que lleven a cabo el comportamiento desviado de la piratería digital. Esto es apoyado por LaGrange y Silverman (1999), quienes también encontraron que los niveles de bajo autocontrol son predictores significativos de una mayor ofensa. También es poco probable que los individuos vean  las consecuencias de su comportamiento desviado si tienen bajos niveles de autocontrol.

- Teoría general de la tensión: o la teoría de la tensión de Agnew sostiene que «la tensión, cuando se percibe como injusta, alta en magnitud (es decir, duración, redundancia y centralidad), asociada con un bajo control social, o creando incentivos para el enfrentamiento criminal, es más probable que sea relacionada con comportamientos delincuenciales».[1] Hinduja & Patchin (2007) llevaron a cabo un estudio sobre los efectos de la teoría general de la tensión de Agnew para ver si había posibles consecuencias fuera de línea de la victimización por cyberbullying online. La investigación trató de determinar si la victimización por cyberbullying es de hecho una forma de tensión. En esta investigación se muestra la idea de que los agresores presentan a su víctima «estímulos evaluados como negativos (ya sea un abuso físico o emocional)» (pp. 93-94). Los investigadores realizaron una encuesta en línea de 1.388 adolescentes que usaron Internet entre el 22 de diciembre de 2004 y el 22 de enero de 2005. Los investigadores encontraron su población dirigiéndose a sitios web cuyos visitantes tenían características demográficas similares a la población objetivo en el estudio

Los resultados de su estudio son importantes para ser discutidos debido a la evaluación realizada de la relación entre los elementos de la teoría de la tensión con los comportamientos de delincuencia juvenil en línea. 32% de los hombres y 36% de las mujeres fueron víctimas de intimidación cibernética (cyberbullying). En cuanto al elemento teórico, existe una relación significativa entre la tensión y los comportamientos fuera de línea de los jóvenes. La tensión que fue causada por el cyberbullying ha generado que los jóvenes actúen de maneras desviadas cuando no están conectados a Internet.
- La teoría de los vínculos sociales: El estudio de Hart & Mueller (año  ), titulado Delincuencia Escolar y Factores de Vínculo Social: explorando diferencias de género entre una muestra nacional de 10º grado, utiliza la teoría del vínculo social desarrollada por Hirschi para evaluar las relaciones entre los vínculos sociales y la delincuencia escolar. Los comportamientos que se definieron como delincuencia escolar van desde el retraso y no asistencia a clases hasta la violencia y la agresión dentro de la escuela. La teoría de Hirschi cree que los jóvenes participan en comportamientos desviados cuando tienen lazos sociales débiles. Los vínculos sociales, tal como se definen en la investigación de Hart y Mueller, incluyen cuatro elementos: (1) el apego, (2) el compromiso, (3) la participación y (4) las creencias (p. 117). A partir de estos cuatro elementos, los investigadores desarrollaron seis variables independientes principales para evaluar las relaciones con la delincuencia escolar. Los resultados de su investigación muestran que los lazos sociales son un factor importante para aumentar la resiliencia y reducir el riesgo de delincuencia juvenil. La investigación concluyó que todos los lazos sociales que fueron evaluados estaban negativamente relacionados con la delincuencia escolar, a excepción del compromiso con el deporte, que estaba positivamente relacionado. El vínculo con la escuela, también conocido como compromiso, no fue visto como un factor para determinar la delincuencia escolar. El elemento de vínculo escolar puede ser considerado para ver si hay alguna relación con los comportamientos desviados en el mundo físico o el ciberespacio. Stack, Wasserman & Kern (2004) realizaron investigaciones sobre los vínculos sociales de los adultos y el uso de la pornografía en Internet. Esta investigación no involucra a los jóvenes como lo hace el presente estudio, sino que da una idea de la relación de los lazos sociales de los individuos y la desviación cibernética. La investigación utiliza enlaces sociales para predecir el uso de ciberpornografía (ciberporn) entre los adultos. Los vínculos de los adultos que utilizan en esta investigación son los vínculos matrimoniales, los vínculos religiosos, los vínculos con las creencias conservadoras y los vínculos socioeconómicos. Estos enlaces son útiles para demostrar que los lazos sociales débiles, cualesquiera que sean, pueden predecir comportamientos desviados en el ciberespacio.

- Teoría de la disuasión, el trabajo de Shamena Anwar y Thomas A. Loughran (2011), en su investigación titulada Evaluando una Teoría Bayesiana del Aprendizaje de la Disuasión entre Delincuentes Juveniles Graves, soporta los elementos de la teoría de la disuasión y la delincuencia juvenil. El estudio que realizaron examinó el efecto disuasivo sobre las detenciones. Examinaron cuidadosamente el elemento de la percepción del riesgo, o la percepción de los individuos sobre ser atrapados por cometer crímenes. La teoría de la disuasión cree que «las sanciones deben trabajar en última instancia para aumentar las percepciones de riesgo y costo, lo que a su vez reduce la delincuencia».[1] La teoría de la disuasión cree que los castigos deben ser ciertos, severos y rápidos. El concepto principal de esta teoría, incorporado en la obra de Anwar y Loughran, es la idea de la certeza del castigo. Higgins, Wilson & Fell (2005) realizaron investigaciones sobre el efecto de la teoría de la disuasión en la piratería de software. La investigación se llevó a cabo con 382 estudiantes de pregrado, examinando el papel de la disuasión en la reducción de la frecuencia de incidentes de piratería de software. Los investigadores reiteraron los conceptos de la teoría de la disuasión y utilizaron la certeza y la severidad del castigo para predecir el efecto de la disuasión sobre la piratería de software en la población objetivo. Una vez más, los resultados reafirman la importancia del elemento certeza, toda vez que este jugó un importante vínculo negativo con la piratería de software. Cuando la certeza de la pena aumentó, los incidentes de piratería de software disminuyeron. También encontraron que la severidad del castigo no era un factor disuasivo importante de la piratería de software.

- Teoría de las actividades cotidianas (TAC tradicional): En 1979, Cohen y Felson propusieron su teoría de la actividad rutinaria, que se centró principalmente en las oportunidades de acontecimientos criminales. Cohen y Felson postularon que hay tres principios que afectan esencialmente la victimización criminal. Los principios enunciados fueron: (a) ofensores motivados, (b) víctimas propicias, y (c) la ausencia de guardianes capaces de actuar contra una violación. (Choi, 2015; Rodríguez, Oduber y Mora, 2017).

## La teoría específica y focalizada en cibercrimen: Ciber TAC
La Ciber Teoría de las Actividades Cotidianas (Ciber TAC, 2008), es una teoría integrada que optimiza la aplicación de algunos factores propuestos en dos teorías criminológicas conocidas: la teoría de la exposición al estilo de vida y la teoría tradicional de las actividades cotidianas (TAC). Con una orientación hacia prevenir la victimización por el cibercrimen, la ciber TAC desarrolla un modelo predictivo ampliamente aplicado y testeado positivamente por cibercriminólogos.
Ciber TAC fue propuesta y demostrada por el Dr. Choi en el año 2008 y publicada en el libro Cybercriminology and Criminal Investigation (Cybercriminología e Investigación Criminal) en octubre de 2015. En esa publicación el autor describe un modelo conceptual derivado de la teoría de la exposición al estilo de vida de Hindelang, et al. (1978) y la teoría de las actividades cotidianas de Cohen & Felson (1979). El modelo promovió que la custodia digital y el estilo de vida en línea son factores preponderantes en la victimización por delitos cibernéticos e informáticos. A su vez, la convergencia de estos factores y su análisis permitirían la propuesta de estrategias de prevención de la ciberdelincuencia
- Aplicabilidad de la Ciber TAC: Los planteamientos experimentales desarrollados al proponer la ciberteoría de las actividades cotidianas (ciber TAC), demuestran que el estilo de vida en línea y la custodia digital pueden ser considerados como patrones de victimización por cibercrimen al ser analizados como partes de un modelo en sí (Rodriguez, et.al., 2017); por lo cual, se pueden proponer líneas de acción para contrarrestar esta clase de victimización, como por ejemplo, promover estilos de vida en línea adecuados, descargar o configurar una seguridad informática efectiva e implementar programas de sensibilización pública, de educación formal y de capacitación profesional.[1]

## Actores principales de Ciber TAC
La Ciber Teoría de las Actividades Cotidianas (Ciber TAC) analiza tres componentes principales en el ciberespacio, 1) el ofensor motivado o cibercriminal, 2) un objetivo adecuado y 3) una custodia componente, para fusionarlos en dos grandes componentes I) Estilo de vida en línea y II) Custodia digital, este trabajo da lugar al Modelo Estructural de Ciber TAC.
- El ofensor motivado (cibercriminal). La perspectiva teórica de las actividades cotidianas sugiere que siempre habrá un suministro suficiente de motivación de la delincuencia, y los delincuentes motivados son un factor situacional dado (Cohen & Felson, 1979). Esta aseveración implica una aceptación de la hipótesis de Cohen y Felson de que siempre habrá ofensores motivados. Sin embargo, pocos estudios han probado este elemento específico en la investigación de la victimización del delito cibernético, por lo que es importante explicar las motivaciones de los cibercriminales y por qué se considera su existencia como una situación dada.

Internet ha permitido a ciertas personas encontrar maneras nuevas e innovadoras de cometer crímenes tradicionales. Estas personas son conocidas como hackers. El término hacker se origina en la tradición de crear bromas para llamar la atención en el Instituto de Tecnología de Massachusetts (MIT-Massachusetts Institute for Technology) en los años 50 y 60. «Hackear» fue común entre los entusiastas de las computadoras para ganar reconocimiento a través de mejoras o modificaciones del código de programación que alguno había desarrollado antes. Los hackers forman clubes informáticos y grupos de usuarios, hacen circular boletines informativos, asisten a ferias comerciales e incluso tienen sus propias convenciones. Más recientemente, el término ha cambiado para incluir connotaciones negativas, refiriéndose a aquellos que utilizan computadoras para actividades ilegales, no autorizadas o perturbadoras.
- Objetivo adecuado en el ciberespacio. El segundo principio, un «objetivo adecuado», se refiere a una persona o un elemento que puede influir en la propensión del criminal a cometer un delito (	Felson, 1998). Por lo tanto, teóricamente, la deseabilidad de cualquier persona o elemento dado podrían convertir a esa persona  en un objetivo para un perpetrador potencial (Cohen, et al. 1981 ; Felson, 1998). Felson (1998) también afirmó que la idoneidad del objetivo se refleja en cuatro criterios principales: el valor de la meta del crimen, la inercia de la víctima, la visibilidad de la víctima y la accesibilidad de esta. Esta evaluación es conocida por el acrónimo VIVA, el cual se conforma por las iniciales de los cuatro criterios ya enunciados. Aunque la victimización de la delincuencia está determinada en su mayor parte por la dimensión de la accesibilidad, que se relaciona con el nivel de custodia competente, independientemente de la deseabilidad del objetivo (Cohen, et al. 1981; Yar, 2005).

- Custodia competente en el ciberespacio. En el tercer principio de la teoría de las actividades cotidianas, un tutor puede ser simplemente una persona capaz de proteger al objetivo adecuado (Eck & Weisburd, 1995 ). La custodia puede dividirse en tres categorías: control social formal, control social informal y actividades de endurecimiento de objetivos (Cohen, Kluegel & Land, 1981 ). En primer lugar, los agentes formales de control social serían el sistema de justicia penal, que juega un papel importante en la reducción de la delincuencia (Cohen, Kluegel & Land, 1981 ). Ejemplos de estos controles sociales formales serían la policía, las cortes y el sistema penitenciario. En el ciberespacio, la delincuencia informática puede ocurrir cuando los usuarios en línea tienen una ausencia de guardianes formales competentes. Las agencias policiales contribuyen con un control social formal contra los criminales para proteger a las posibles víctimas. Choi (2015) argumentó que las dificultades primarias para procesar a los delincuentes informáticos surgen porque gran parte de los bienes involucrados son intangibles y no coinciden con los delitos reglamentados por las leyes criminales tradicionales, tales como el hurto callejero. Este problema debilita la fiabilidad de los agentes formales de control social y se ve agravado por el creciente número de criminales informáticos que han podido acceder tanto a sistemas informáticos privados como públicos, a veces con resultados desastrosos.
- Estilo de vida en línea. El Dr. Choi planteó la hipótesis de que el estilo de vida en línea de los usuarios es un factor importante para minimizar la victimización por delitos informáticos. El estilo de vida en línea individual fue medido por tres variables observadas: (a) actividades vocacionales (de trabajo) y de ocio en Internet; (b) actividades arriesgadas de ocio en línea; (c) actividades vocacionales arriesgadas en línea. Su estudio demostró una relación estadística significativa entre los factores: estilo de vida en línea y la victimización por ciberdelitos. Afirmando que los usuarios que ocupan tiempo significativo de sus jornadas diarias a interactuar en internet imprudentemente (visitar sitios web desconocidos, descargar juegos, música y películas) proporcionan la contribución más significante para la victimización por cibercrimen o delitos informáticos. Este resultado, tiene una importancia notable teniendo en cuenta que investigaciones previas no habían obtenido evidencia empírica suficiente sobre la relación entre los comportamientos de riesgo en línea y otras interacciones en ambientes digitales de las víctimas.

- Custodia digital.  Existen configuraciones de software y de equipos físicos que incrementan la seguridad informática y especializan sus sistemas de defensa a medida que nuevas amenazas digitales van emergiendo. Por ejemplo, los sistemas de detección de intrusiones (IDS), los candados inteligentes, balanceadores de carga y sistemas de respaldo de información. Un IDS o IPS (por su nombre en inglés Intrusion Prevention System) monitorea el tráfico de red o en un sistema informático y alerta sobre actividades sospechosas de acceso o violación a las políticas de seguridad de la organización. En algunos casos, la configuración de un IDS permite enviar falsas respuestas de éxito a un hacker, quien seguirá intentando ingresar al sistema informático, pero sin ningún riesgo para la organización.

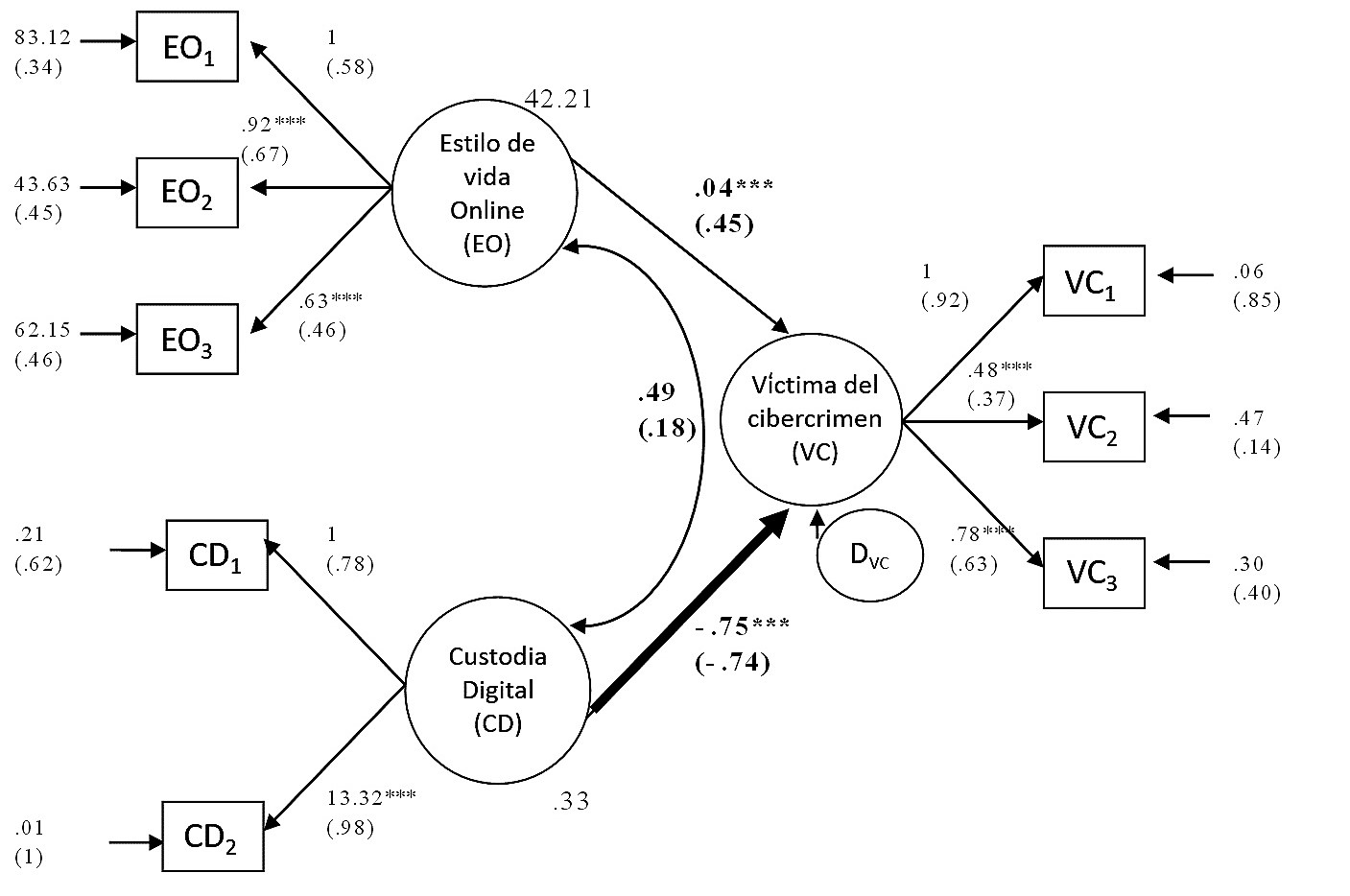
Ecuación desarrollada para demostrar la aplicabilidad de Ciber TAC en la prevención de la victimización por ciberdelito.

Teniendo en cuenta lo anterior, Choi (2008) planteó la hipótesis de que el nivel de custodia digital capaz, en forma de sistemas instalados de seguridad informática, diferenciaría el nivel de victimización por delitos informáticos. Por lo tanto, se midió el número de programas de seguridad de software instalados para determinar el nivel de custodia digital capaz. Los resultados del estudio demostraron que la escala de custodia digital afecta de manera estadísticamente suficiente la prevención o materialización de cibervictimización.
- Modelo estructural. La ecuación de demostración describe la medición del modelo de Ciber TAC y cómo la variable latente de guardián digital tuvo coeficientes de regresión no normalizados estadísticamente significativos. La relación estadística negativa entre el guardián digital y la victimización por delito se ilustra mediante el coeficiente de regresión no normalizado estadísticamente significativo de -75. El coeficiente estandarizado de -74 también revela que el guardián digital es el factor más importante en la victimización por delitos informáticos. Entre las variables observadas por los guardianes digitales, los coeficientes estandarizados indican que tanto el equipamiento del número de software de seguridad informática como la duración de la presencia del software de seguridad informática proporcionan casi un impacto sustancial en minimizar la victimización por delitos informáticos. Estos hallazgos apoyan suficientemente el componente teórico (la custodia competente) de las actividades cotidianas al enfatizar en que la seguridad informática contribuye a reducir la victimización por delitos informáticos.[1]

## Clasificación Cibercriminal
Las diversas teorías criminológicas aplicadas al ciberespacio, pretenden conocer las casusas y motivos del cibercriminal, lo que permiten a la Cibercriminología clasificar a los Ciberdelincuentes o Cibercriminales, tal como lo hace el Dr. Cámara Arroyo (2020): Toolkit/newbies, Ciberpunks, Internals, Cordes, Cyberterrorits, esto de acuerdo al nivel de uso y manejo de las Tecnologías de Información y Comunicación; por lo que la Cibercriminología los clasificara como (García, 2022, p. 11): 
- Novatos (Toolkit/newbies): son aquellas personas, que, con conocimientos simples y básicos de las TIC, operan a través de softwares de dominio público y redes del tipo social, para el desarrollo de actos criminales.

- Vándalos (Ciberpunks): estos cuentan con conocimientos en sistemas de la información y comunicación, los cuales tiene como objetivo alterar sitios web, distribuir virus, así como desarrollar actos de vandalismo dentro del ciberespacio.

- Vengativo (Internals): estos agresores forman o formaron parte de estructuras organizacionales del sector público o privado, mismos que presentan un resentimiento contra la institución o empresa, llevándolo a cometer actos de venganza, ya sea, a través del daño se sistemas de seguridad (destrucción de información),  la venta o divulgación de las vulnerabilidades informáticas.

- Ocioso (Cordes): Conocidos como codificadores, encargados del desarrollo de sistemas maliciosos (malware) sin un objetivo en específico.

- Extremista (Cyberterrorits): estos agresores cuentan con el más alto nivel en conocimientos del uso y manejo de las TIC, con la finalidad de realizar ciberespinoajes o ciberataques en contra del Estado.[3]

Florentino García (2022) señala que estos Cibercriminales cuentan con un factor a su favor, el anonimato, lo que permite que el desarrollo de sus actividades sea difícil de rastrear y reconocer, más no imposible; sin embargo, esto permite que los índices de Cibercriminalidad sean mayores que en el espacio físico; para estos casos, la cibercriminalidad se limitará a todas aquellas conductas desviadas o delictivas ocurridas en el ciberespacio, sin importar que posteriormente puedan emigrar al espacio físico, por ello, no pierde su categoría de cibercrimen, pues este se originó dentro o a través de la red pública de internet.